# Архіканцлер
Архіка́нцлер (лат. archicancellarius, англ. archchancellor), ерцка́нцлер (нім. Erzkanzler), або імпе́рський ка́нцлер (нім. Reichserzkanzler) — у 864—1803 роках титул головного канцлера, найвища почесна посада в Священній Римській імперії. Голова імперської канцелярії. Друга особа в державі після імператора. Існували три архіканцлери: 1) архієпископ Майнцький, примас і архіканцлер Німеччини, перший серед архіканцлерів і курфюрстів; 2) архієпископ Кельнський, архіканцлер Італії, другий серед архіканцлерів і курфюрстів; 3) архієпископ Трірський, архіканцлер Бургундії, третій серед архіканцлерів і курфюрстів.